# Kościół św. Wawrzyńca w Nowym Sączu
Kościół św. Wawrzyńca w Nowym Sączu – rzymskokatolicki kościół parafialny mieszczący się w Nowym Sączu, przy ulicy Biegonickiej, w osiedlu Biegonice.

## Historia
Biegonicka parafia została ufundowana przez władającą wówczas Sądecczyzną księżną Kingę i utworzona w 1269 roku przez biskupa krakowskiego Pawła z Przemankowa. Wcześniejsza świątynia, drewniana, została rozebrana w 1908 roku w związku z budową nowej, murowanej. Obecny kościół został wybudowany w latach 1906–1909 według projektu architekta Jana Sas-Zubrzyckiego przez inżyniera Józefa Serafina. Świątynia została konsekrowana w roku 1921 przez biskupa tarnowskiego Leona Wałęgę. Budowla była remontowana po 1945 roku ze względu na uszkodzenia wojenne.

## Architektura
Świątynia neogotycka, wybudowana z cegły, do budowy użyto także kamienia. Posiada jedną nawę, z węższym prezbiterium zamkniętym trójkątnie, po bokach którego mieszczą się zakrystie. Przy nawie z lewej i prawej strony umieszczone są dwie identyczne kaplice zamknięte trójkątnie w formie nawy poprzecznej. Z przodu mieści się kwadratowa wieża, posiadająca przedsionek w przyziemiu, w górnej części przekształcająca się w ośmiokąt, nakryta ostrosłupowym hełmem, posiadającym cztery trójkątne szczyciki. Z lewej i prawej strony wieży umieszczone są wieżyczki schodowe. Na zewnątrz świątynia opięta jest przyporami, wyposażonymi w fryz arkadkowy wieńczący ściany. Kościół posiada dachy dwuspadowe z wieżyczką na sygnaturkę. Nawa i prezbiterium posiadają sklepienia krzyżowe z gurtami, kaplice mają sklepienia gwiaździste. Polichromia wnętrza o motywach ornamentalnych i figuralnych z 1929 roku, wykonana przez Franciszka i Albina Sarna.